# Peter Duchyňa
Peter Duchyňa (* 24. května 1972) je bývalý slovenský fotbalista, obránce.

## Fotbalová kariéra
V české lize hrál za SFC Opava. Nastoupil ve 2 ligových utkáních. Gól v lize nedal. Na Slovensku hrál za Tauris Rimavská Sobota.

## Ligová bilance
| Ročník                 | Zápasy | Góly | Klub            |
| ---------------------- | ------ | ---- | --------------- |
| Gambrinus liga 1997/98 | 2      | 0    | FC Kaučuk Opava |
| CELKEM 1. liga ČR      | 2      | 0    |                 |